# 玄中寺 (八戸市)
玄中寺（げんちゅうじ）は、青森県八戸市に所在する日蓮正宗の寺院。山号は萬寿山（まんじゅさん）。

## 起源と歴史
- 1861年（文久元年）10月19日 - 建立される。開基は日蓮宗富士派（現在の日蓮正宗）大石寺第51世法主日英。
  - 1844年（天保15年）9月の八戸法難の後、1853年（嘉永6年）頃に八戸藩主南部信順が日蓮宗富士派・大石寺門流(現在の日蓮正宗）に篤く帰依し、信順によって廃寺であった黄檗宗玄仲寺の名称を受け継ぎ、安政年間から発願されて、文久元年に大石寺末の玄中寺として引寺建立されたものである。
- 1961年（昭和36年）11月8日 - 改築される。
- 1990年（平成2年）8月8日 - 改築される。

## 所在地
- 青森県八戸市柏崎5丁目4-40

## 寺院周辺
- 青森県立八戸盲学校
- 八戸中央温泉卵湯

## 交通アクセス
- 八戸線小中野駅より徒歩10分